# Янин, Валентин Лаврентьевич

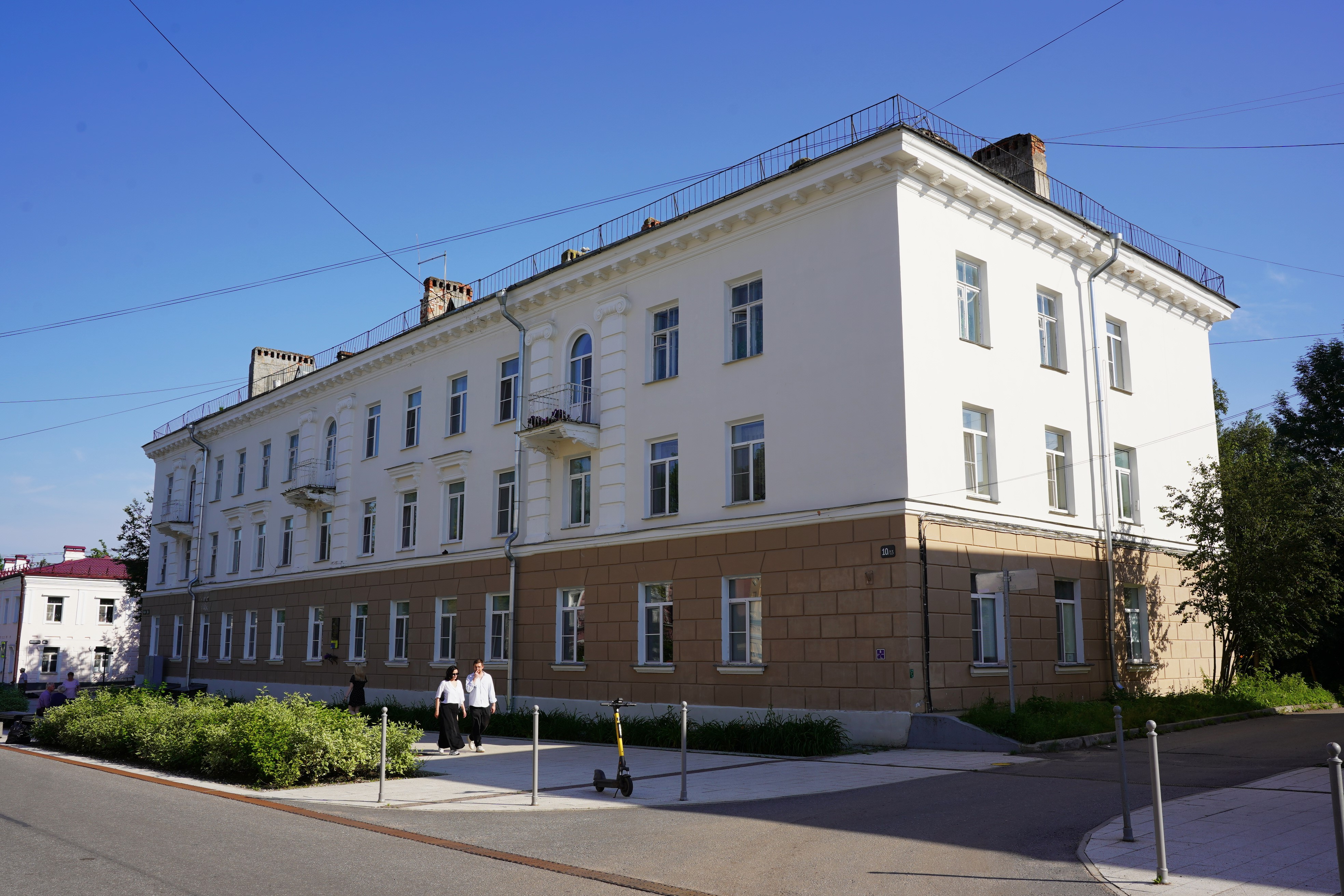
Дом в Великом Новгороде, в котором в 2004—2019 годах жил В.Л. Янин (ул. Ильина,10/13)

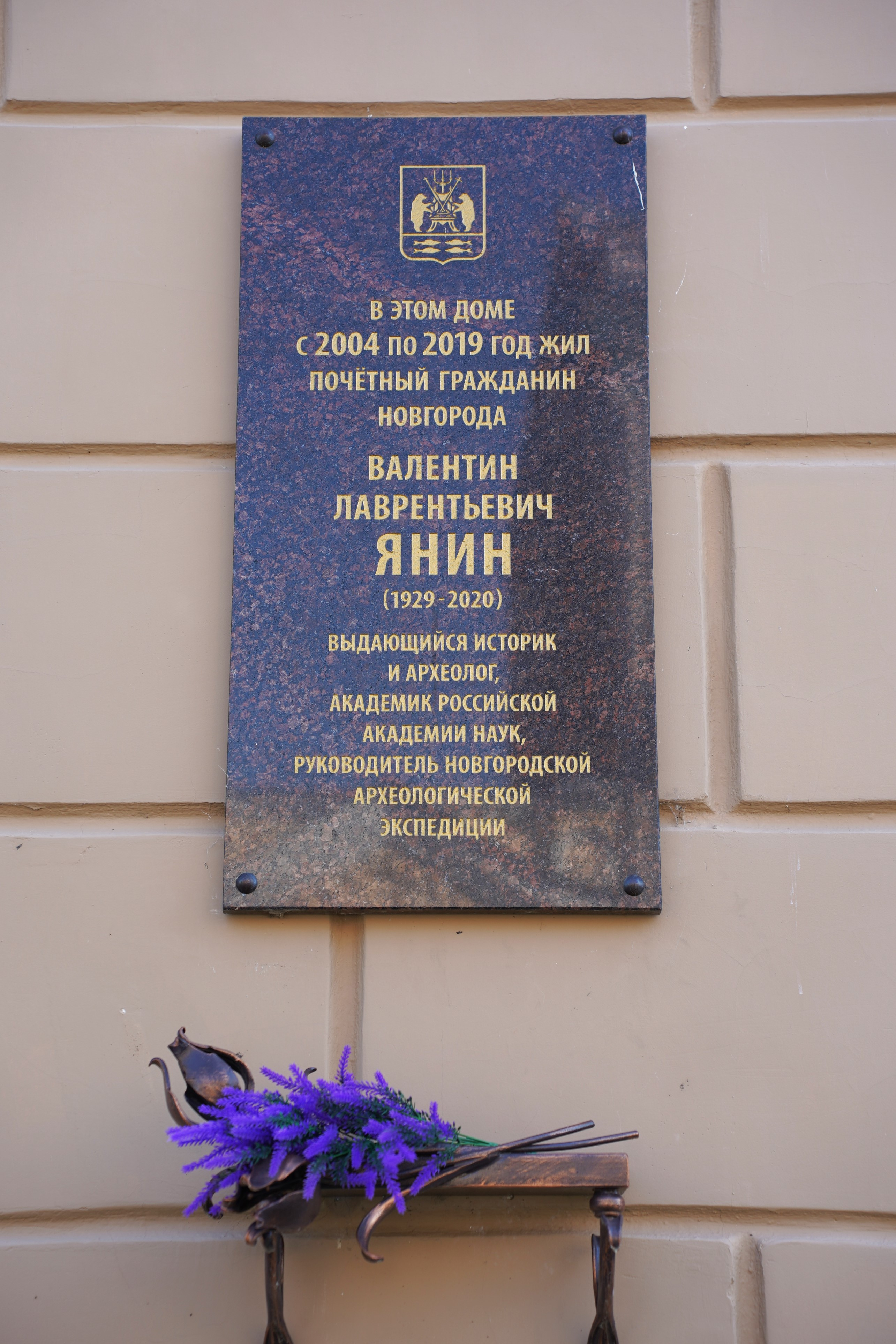
Мемориальная доска на доме в Великом Новгороде, в котором жил В.Л. Янин

Валенти́н Лавре́нтьевич Я́нин (6 февраля 1929, Вятка — 2 февраля 2020, Москва) — советский и российский историк, археолог. Академик АН СССР (1990; членкор с 1966). Доктор исторических наук (1963), профессор (1965), заведующий кафедрой археологии МГУ (1978—2016). Руководитель Новгородской археологической экспедиции (1962—2020).

## Биография
Родился 6 февраля 1929 года в городе Вятке (Вятская губерния). Его отец, из семьи старообрядцев, Лаврентий Васильевич Янин, работал санитарным врачом, мать, Елизавета Степановна Маслова, — учительницей. Через полгода после рождения сына семья переехала в Орехово-Зуево, где Лаврентий Янин стал работать санинспектором бывших Морозовских мануфактур.
В 1937 году семья подверглась репрессиям: мать происходила из семьи зажиточных крестьян, которые состояли в дальнем родстве с известными орехово-зуевскими заводчиками Морозовыми, прадед был управляющим у фабриканта Лосева; за это деда арестовали в 1937 году, и через год он погиб в мордовском лагере. Отец также попал в расстрельные списки, но ему удалось избежать репрессий, устроив перевод на новое место работы в 1938 году в Москву.
В Москве перед войной Валентин увлёкся нумизматикой. Это увлечение спустя годы определило его научную специализацию.
В 1946 году после окончания 7-й московской образцовой школы с золотой медалью, что освобождало от вступительных экзаменов, Валентин Янин был зачислен после собеседования на исторический факультет МГУ. Для специализации он выбрал кафедру археологии, а научным руководителем — профессора Артемия Арциховского. Темой дипломной работы стала нумизматика периода домонгольской Руси. Поскольку Арциховский при всей своей эрудиции не был нумизматом, своими учителями в подготовке дипломного сочинения 1951 года, а позже и кандидатской диссертации (тема — «Денежно-весовые системы домонгольской Руси») наряду с ним Янин называет Александра Сиверса и Ивана Спасского.
С 1954 года работал младшим научным сотрудником кафедры археологии МГУ, и с того времени вся его жизнь стала связана с этим университетом. В 1956 году вышла первая книга учёного — «Денежно-весовые системы русского Средневековья». C 1958 года — старший научный сотрудник, с 1960 — руководитель учебной практики студентов-историков и археологов.
В 1962 году впервые стал начальником Новгородской археологической экспедиции МГУ. В этом же году вышла книга Янина «Новгородские посадники», и на её основе в 1963 году была защищена докторская диссертация (официальные оппоненты Н. Н. Воронин, А. А. Зимин и А. Л. Монгайт). В работе показано, как на основе кончанского представительства новгородского боярства формировался институт посадничества, как он развивался, какую роль играл в управлении феодальной республикой. Янин вскрыл важные особенности вечевого строя Новгорода; установил, что важнейшие реформы государственной системы — результат острой политической борьбы различных группировок боярства.
С 1964 года — профессор кафедры археологии исторического факультета МГУ. В 1965 году утверждён в звании профессора, а 1 июля 1966 года был избран членом-корреспондентом Академии наук СССР по Отделению истории (специальность: история СССР). По инициативе Янина в 1969 году новгородскими властями было принято постановление «Об охране культурного слоя», которое вслед за Новгородом приняли ещё 114 исторически значимых городов.
С 1978 года по 2016 год — заведующий кафедрой археологии исторического факультета МГУ. Вёл Новгородский спецсеминар, читал специальные учебные курсы «Средневековая русская нумизматика», «Источниковедение древнего Новгорода» и «Русская сфрагистика». 15 декабря 1990 года был избран действительным членом Академии наук СССР. В 1980—1991 годах был членом Бюро отделения истории АН СССР, РАН, в 1991—2001 годах — членом Президиума РАН, с 2001 года — советник президиума РАН.
В 1967—1991 годах — член Президиума Центрального совета Всероссийского общества охраны памятников (ВООПИК); в 1969—1974 годах — член Археографической комиссии АН СССР; в 1970—1976 годах — председатель Межреспубликанского симпозиума по аграрной истории Восточной Европы при Отделении истории АН СССР. Руководитель секции «Совершенствование системы учёта, охраны и использования памятников истории и архитектуры» ВООПИК[уточнить].
Член правления Советского фонда культуры (1986—1991) и президиума Российского фонда культуры (1991—1995), председатель музейного совета при РФК. В 1992—2011 годах входил в состав Государственной комиссии по реституции культурных ценностей, в 1993—2001 годах — член Государственного экспертного совета при президенте РФ по особо ценным объектам культурного наследия народов РФ. Входил в состав консультативного совета при Министерстве культуры РФ.
В 1995 году выступил одним из инициаторов создания Российского гуманитарного научного фонда (РГНФ), занимал пост председателя его экспертного совета по истории. С 1996 по 2003 год — председатель совета РГНФ. Председатель специализированного диссовета по археологии и этнографии, член специализированного совета Института археологии РАН, научный руководитель Новгородского филиала Института истории РАН.
В июле 2013 года в знак протеста против планов правительства по Российской академии наук, выразившихся в проекте Федерального закона «О Российской академии наук, реорганизации государственных академий наук и внесении изменений в отдельные законодательные акты Российской Федерации» 305828-6, заявил об отказе вступить в новую академию, учреждаемую предлагаемым законом (см. Клуб 1 июля).
Первая жена — археолог-нумизмат Светлана Алексеевна Янина (1924—1997), вторая жена — археолог, профессор МГУ Елена Александровна Рыбина (род. 1942).
Валентин Янин скончался в Москве 2 февраля 2020 года, не дожив четырёх дней до своего 91-го дня рождения. Был похоронен 6 февраля, согласно завещанию, в Великом Новгороде, на Рождественском кладбище.

## Память
- В 2010 году снят документальный фильм «Археолог Валентин Янин», 52 мин. Режиссёр — Ольга Чекалина; кинокомпания «Тигр» при финансовой поддержке Министерства культуры РФ.
- В декабре 2020 года фильм принимал участие в XIV Всероссийском фестивале исторических фильмов «ВЕЧЕ» в Великом Новгороде и Новгородской области в программе спецпоказов кинофестиваля: «Памяти профессора Валентина Янина».
- Национальный историко-археологический центр имени академика В. Л. Янина (Великий Новгород).
- В Великом Новгороде на доме, где в 2004—2019 годах жил В.Л. Янин (ул. Ильина,10/13), установлена мемориальная доска.

## Научная деятельность
Область научных интересов — история (медиевистика), археология и источниковедение средневекового Новгорода, исследование берестяных грамот, а также нумизматики, сфрагистики и эпиграфики Древней Руси.
Автор более 700 научных работ, в том числе 23 научно-популярных книг. Подготовил 23 кандидатов и 8 докторов наук. Участник открытий, некоторые из которых стали «событиями века», например, «Новгородская псалтырь», найденная в июле 2000 года в Великом Новгороде.
Исследовал реконструкции денежно-весовой системы домонгольской Руси. Яниным выявлены процессы формирования этой древнейшей системы, её эволюции, прослежена зависимость от уровня политических взаимоотношений русских княжеств и земель. Учёный реконструировал вес денежных единиц: гривны, куны, ногаты, проследил их изменение и связь с денежно-весовыми системами арабского Востока, Средней Азии и Западной Европы. Вскрыл важные особенности вечевого строя Новгорода, установив, что важнейшие реформы государственной системы — результат острой политической борьбы различных группировок боярства.
На основе анализа этих источников исследователем воссоздана история денежно-весовых систем Руси, политических институтов и принципов формирования государственного устройства Новгорода, вотчинной системы Новгородской земли; разработана топография средневекового Новгорода. Он первым использовал берестяные грамоты в качестве исторического источника.
Впервые в российской историографии им разработаны методические приёмы комплексного источниковедения, опирающегося на анализ разнородных источников: письменных, археологических, нумизматических и сфрагистических материалов, памятников искусства.
В. Ф. Андреев считает, что гипотеза Янина о существовании в Новгородской земле XII—XV веков «княжеского домена» основывается на чрезмерно вольной (а в некоторых случаях и просто ошибочной) трактовке источников. Им также оспаривается правомочность использования в данном контексте самого термина «домен».
Известный коллекционер архивных записей на граммофонных пластинках, в 1970—1980-е годы способствовал изданию этих записей на виниловых пластинках, например: «Выдающиеся певцы прошлого. П. И. Словцов», (1978); «Русская военная музыка и музыка, посвящённая Отечественной войне 1812 года», альбом из пяти пластинок (1988). Имеет опубликованные труды по атрибуции грампластинок, посвящённых оперному искусству императорской России.

### Редакционная деятельность
- Главный редактор трёхтомника «Города Подмосковья» (1979—1981), серийных изданий «Русский город» (вып. 1—9, 1976—1990) и «Древнейшие источники по истории Восточной Европы» (с 2010)
- Главный редактор «Новгородского исторического сборника» (1982—2011)
- Главный редактор энциклопедии «Отечественная история» (тт. 1—3; М.: Большая Российская энциклопедия, 1994—2000)
- Главный редактор «Российской музейной энциклопедии» (тт. 1—2, М., 2001)
- Ответственный редактор собрания сочинений В. О. Ключевского

Член редакционных коллегий научных и научно-популярных журналов
- научного сборника «Археологические вести»
- «Вестник Российской академии наук» (1991—2018)
- «Советская (Российская) археология» (1989—2002)
- «Вестник Московского университета. Серия „История“» (с 1978)
- «Вопросы истории» (с 1989)
- «Знание — сила» (1967—1993)
- «Наше наследие» (1987—1991)
- «Древняя Русь. Вопросы медиевистики» (с 2000)
- «Вспомогательные исторические дисциплины»
- «Родина» (2004—2020)

## Основные работы
- Великий Новгород // По следам древних культур: Древняя Русь. — М.: Госкультпросветиздат, 1953.
- Денежно-весовые системы русского средневековья: Домонгольский период. — М., 1956.
  - Денежно-весовые системы домоногольской Руси и очерки истории денежной системы средневекового Новгорода / В. Л. Янин. — М.: Языки славянских культур, 2009. — 424 с. — 1500 экз. — ISBN 978-5-9551-0172-9.
- Новгородские посадники / В. Л. Янин. — М.: Изд-во МГУ, 1962. — 388 с.
  - Новгородские посадники / В. Л. Янин. — Изд. 2-е. — М.: Языки славянских культур, 2003. — 512 с. — (Studia historica). — ISBN 5-94457-106-3.
- Я послал тебе бересту… / В. Л. Янин. — М.: Изд-во МГУ, 1965. — 192 с. — 15 000 экз.
  - Я послал тебе бересту… / В. Л. Янин. — Изд. 2-е, испр. и доп. новыми находками. — М.: Изд-во МГУ, 1975. — 240 с. — 56 000 экз.
  - Изд. 3-е: М.: Языки русской культуры, 1998. — 462 с.
- Актовые печати Древней Руси X—XV вв. Т. 1-2. М., 1970; Т. 3. — М., 1998 (в соавторстве с П. Г. Гайдуковым).
- Очерки комплексного источниковедения: (Средневековый Новгород): Учебное пособие / В. Л. Янин. — М.: Высшая школа, 1977. — 240 с.
- Новгородская феодальная вотчина: (Историко-генеалогическое исследование) / В. Л. Янин. — М.: Наука, 1981. — 296 с. — 6800 экз.
- Усадьба новгородского художника XII в. / Б. А. Колчин, А. С. Хорошев, В. Л. Янин. — М.: Наука, 1981. — 168 с. — 12 000 экз.
- Некрополь Новгородского Софийского собора / В. Л. Янин. — М.: Наука, 1988. — 240 с. — 17 000 экз. — ISBN 5-02-009468-4.
- Новгородские акты XII—XV вв.: Хронологический комментарий / В. Л. Янин. — М.: Наука, 1991. — 384 с. — 2500 экз. — ISBN 5-02-008580-4.
- An Introduction to Novgorod Archaeology // The Archaeology of Novgorod, Russia. Recent Results from the Town and his Hinterland. "The Society for Medieval Archaeology, monograph Series: № 13. Lincoln, 1992; The Archaeological Study of Novgorod: An Historical Perspective. Idem.
- Новгород и Литва: Пограничные ситуации XIII—XV вв. / В. Л. Янин. — М.: Изд-во МГУ, 1998. — 216 с. — 1500 экз. — ISBN 5-211-03739-1.
- Планы Новгорода Великого XVII—XVIII вв. М., 1999;
- У истоков новгородской государственности / В. Л. Янин; М-во образования Рос. Федерации. Новгородский государственный университет имени Ярослава Мудрого. — Вел. Новгород: Новгор. гос. ун-т им. Ярослава Мудрого, 2001. — 152 с.
- Ein mittelalterliches Zentrum im Norden der Rus'. Die Ausgrabungen in Novgorod // Novgorod. Das mittelalterliche Zentrum und sein Umland im Norden Russlands. Studien zur Siedlungsgeschichte und Archäologie der Ostseegebiete. Bd.1. «Wachholtz Verlag», Neumünster, 2001.
- Средневековый Новгород / В. Л. Янин. — М.: Наука, 2004. — 416 с. — 1000 экз. — ISBN 5-02-009842-6.
- Археология: учебник для вузов / В. Л. Янин. — М.: Издательство Московского университета, 2006. — 608 с.
- Очерки истории средневекового Новгорода / В. Л. Янин. — М.: Языки славянских культур, 2008. — 424 с. — 1000 экз. — ISBN 978-5-9551-0256-6.
  - Очерки истории средневекового Новгорода / В. Л. Янин. — Изд. 2-е, перераб. и доп. — М.: Изд-во «Русскій Міръ»; ИПЦ «Жизнь и мысль», 2013. — 448, [24] с. — (Литературная премия Александра Солженицына). — 2000 экз. — ISBN 978-5-8455-0176-9.
- О себе и о других [воспоминания]. — М.; СПб.: Нестор-История, 2021. — 368 с. — ISBN 978-5-4469-1787-7.

## Награды и звания
- Орден «За заслуги перед Отечеством» IV степени (11 июня 2009 года) — за большой вклад в развитие отечественной науки многолетнюю плодотворную деятельность[10]
- Орден Ленина (30 ноября 1990 года) — за большие заслуги в научно-педагогической и общественной деятельности[11]
- Орден Дружбы народов (1975 год)
- Орден Трудового Красного Знамени (1975)
- Медаль «Ветеран труда» (1984 год)
- Большая золотая медаль имени М. В. Ломоносова (1999 год)
- Золотая медаль имени С. М. Соловьёва (1999)[12].
- Медаль «Символ Науки» (2007 год)
- Медаль имени Ярослава Мудрого I степени Новгородского Государственного Университета им. Ярослава Мудрого (2000 год)[13]

Премии
- 1966 — премия имени М. В. Ломоносова I степени (МГУ) — за комплекс работ по Новгородской археологической экспедиции
- 1970 — Государственная премия СССР — за труды Новгородской археологической экспедиции
- 1984 — Ленинская премия — за цикл работ «Историко-археологические исследования Новгорода» (1978—1982)
- 1993 — Демидовская премия
- 1996 — Государственная премия Российской Федерации — в составе авторского коллектива 9-томного сборника «Российское законодательство X—XX веков»[14]
- 2002 — премия «Триумф»
- 2010 — Литературная премия Александра Солженицына — «за выдающиеся археологические и исторические открытия, перевернувшие представления о нашей ранней истории и человеке Древней Руси»[15].

Почётные звания
- Почётный гражданин города Новгорода (1983 год);
- Почётный профессор Новгородского Государственного Университета им. Ярослава Мудрого (1998 год);
- Заслуженный профессор Московского университета (1999 год);
- Почётный член Новгородского общества любителей древностей;
- Почётный доктор СПбГУП (2001)